# 阿拉米茨
阿拉米茨（法語：Aramits，法語發音：[aʁamits]）是法国大西洋比利牛斯省的一个市镇，属于奥洛龙-圣玛丽区。

## 地名
该地名“Aramits”发音为[aʁamits]，末尾字母“ts”发音，《世界地名翻译大辞典》与《世界地名译名词典》将其误译作“阿拉米”。

## 地理
阿拉米茨（43°7'15"N, 0°43'38"W）面积29.55 平方千米，位于法国新阿基坦大区大西洋比利牛斯省，该省份为法国东南部省份，涵盖了贝阿恩与北巴斯克，西临大西洋比斯開灣，北至朗德省，东北接热尔省，东临上比利牛斯省，南与西班牙接壤。
与阿拉米茨接壤的市镇（或旧市镇、城区）包括：昂斯-费阿斯、阿雷特、阿萨斯普-阿罗斯、巴尔屈斯、埃斯基乌勒、伊索尔、拉讷昂巴雷图斯、昂斯。
阿拉米茨的时区为UTC+01:00、UTC+02:00（夏令时）。

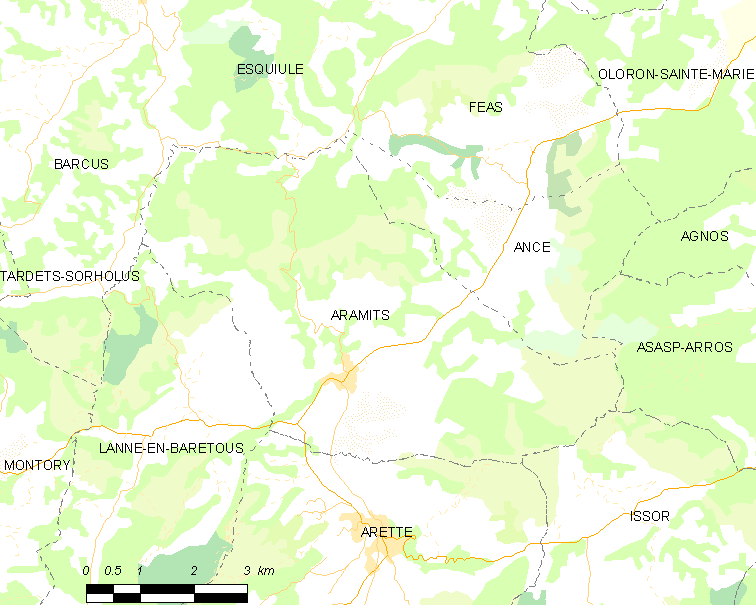
阿拉米茨的OSM定位图

## 行政
阿拉米茨的邮政编码为64570，INSEE市镇编码为64029。

## 政治
阿拉米茨所属的省级选区为奥洛龙-圣玛丽第一县。

## 人口

1962-2008年间阿拉米茨人口变化图示

阿拉米茨于2022年1月1日时的人口数量为658人。